# 阿賀川橋
阿賀川橋（あががわばし）は、福島県会津若松市にある阿賀川に架かる磐越自動車道（東北横断自動車道いわき新潟線）の道路橋である。

## 概要
- 全長：598.0 m[1]
  - 主径間：52.0 m[2]
- 幅員：10.0 m[1]
- 形式：鋼連続鈑桁橋[2]
- 施工：宮地鐵工所[2]
- 竣工：1991年（平成3年）[1]

一級水系阿賀野川水系阿賀川を渡り、会津若松インターチェンジ - 新鶴パーキングエリア間に位置し、神指町大字北四合字横沼西から北会津町三本松字下大川向を経て真宮新町北四丁目に至る。終点側至近にて河沼郡会津坂下町大字束原字台ノ上との市町境となり、以後当路線は市町境を縫うように通る。現在は上り線側の橋梁を用いた上下対面通行の暫定2車線として供用されており、橋梁の終点側（西側）より再び4車線化されている。1992年（平成4年）10月29日の猪苗代磐梯高原インターチェンジ - 会津坂下インターチェンジ間の開通に伴い供用が開始された。近隣に設置されている阿賀川気象観測所は会津盆地内のいくつかの観測地点の中でも霧の発生が最も多く、当橋梁の近隣では1998年（平成10年）12月1日早朝に濃霧による視程障害を原因とする玉突き事故が発生し長時間の通行止めが発生したこともある。